# Арабская Федерация
Хашимитская Арабская Федерация (араб. الاتحاد العربي الهاشمي‎) — федеративное государственное образование, созданное в 1958 году в качестве союза Ирака и Иордании. Хотя название подразумевает федеративную структуру государства, де-факто это была конфедерация.

## История
Создание федерации арабских монархий стало закономерной реакцией на объединение республиканских Египта и Сирии в Объединённую Арабскую Республику в феврале 1958 года, а также на общий подъём арабского национализма и стремления к консолидации арабов Ближнего Востока. Ирак и Иордания, во главе которых стояли короли из династии Хашимитов, ещё в 1947 году заключили договор о союзе и братстве, а в 1957 году сближение двух стран пошло более интенсивно: в мае Багдад выделил Иордании финансовую помощь в 1 625 тысяч динаров и открыл в Аммане несколько отделений иракских банков, в июне король Иордании Хусейн ибн Талал посетил Ирак с дружественным визитом, иракские гарнизоны на границе с Иорданией были усилены на случай оказания союзнической военной помощи, а из Аммана началась высылка сирийских и египетских дипломатов (Египет в ответ на это закрыл посольство Иордании в Каире).
1 февраля 1958 года король Хусейн ибн Талал предложил созвать конференцию монархов Ирака, Иордании и Саудовской Аравии с целью учреждения федерации арабских королевств. Саудовскому королю было предложено стать Главой нового федеративного государства, однако Саудовская Аравия уклонилась от вступления в федерацию. 14 февраля того же года было провозглашено об учреждении Арабской Федерации в составе Ирака и Иордании во главе с королём Ирака Фейсалом II. Началось медленное формирование федеральных органов власти. Совет министров Федерации возглавил премьер-министр Ирака Нури ас-Саид, а премьер-министр Иордании Ибрахим Хашим стал его заместителем, должность министра иностранных дел занял иракец Сулейман Тауфик ас-Сувейди, пост начальника штаба объединённой армии — иракский генерал Мухаммад Рафик Ариф.
После того, как в ходе военного переворота 14 июля 1958 года король Фейсал был убит, а в Ираке была провозглашена республика, король Иордании 2 августа того же года объявил об упразднении Арабской Федерации.

## Конституционный строй
Правовой основой, на которой была создана Арабская Федерация, стала принятая 19 марта 1958 года Конституция. Согласно этому основному закону, Главой Федерации являлся правящий король Ирака, а его заместителем — правящий король Иордании. В качестве законодательного органа учреждался Совет Федерации, состоящий из 40 членов — поровну от Ирака и Иордании (26—30 членов Совета Федерации избирались, остальные назначались королями). Глава Федерации имел полномочия по роспуску Совета Федерации и право вето в отношении принятых Советом законов, которое Совет мог преодолеть большинством не менее 2/3 голосов своих депутатов. Правом законодательной инициативы обладала группа депутатов численностью не менее 10 человек. В ведение федеральных органов власти полностью перешли вопросы внешней политики, финансов, образования и обороны (кроме полиции и войск госбезопасности). Федеральный бюджет на 20% формировался из взносов Иордании, на 80% — из взносов Ирака.